# ハビエル・セオリ
ハビエル・セオリ（Javier Zeoli, 1962年5月2日 - ）は、ウルグアイ・モンテビデオ出身の元サッカー選手。元ウルグアイ代表。ポジションはゴールキーパー。

## 経歴
1982年にウルグアイのダヌービオFCでサッカー選手としてデビュー。ウルグアイ代表としては、1988年から1990年までに14試合に出場した。